# 23409 Derzhavin
23409 Derzhavin este un asteroid din centura principală de asteroizi.

## Descriere
23409 Derzhavin este un asteroid din centura principală de asteroizi. A fost descoperit pe 31 august 1978 la Observatorul de Astrofizică din Crimeea de Nikolai Cernîh. Asteroidul prezintă o orbită caracterizată de o semiaxă mare de 2,31 ua, o excentricitate de 0,21 și o înclinație de 5,0° în raport cu ecliptica.